# Pesthidegkút
Pesthidegkút egyike az 1950. január 1-jén Budapesttel egyesített 23 településnek, a fővároshoz csatolása előtt önálló nagyközség volt. Ma Budapest 10 városrésze osztozik egykori területén, amelyek összefoglaló, nem hivatalos neve továbbra is Pesthidegkút.

## Története
Neve korábban Hidegkút volt, a Budapest közelségére és a Pest-Pilis-Solt-Kiskun vármegyéhez tartozásra utaló előtagot a 20. század elején, a helynevek hivatalos megállapításakor kapta.
Nevét 1255-ben IV. Béla király oklevele említette először Hidegkút néven, amikor Solymárral együtt a margitszigeti apácáknak adta a Mecse nevű birtokért cserébe.
Az 1580–81-ben a török kincstári adólajstromok szerint a budai szandzsákhoz tartozott. Ekkor már puszta birtokként szerepelt az adólajstromokban. 
1690-ben az elpusztult helyek között írták össze. 
1711-ben alapították újra. 1715-ben 11, 1720-ban 12 adóköteles háztartását vették fel, lakosai ekkor mind németek voltak. 
1770-ben a báró Péterffy és a Nádasdi Tersztyánszky, 1848 előtt a Steinbach, a Szunyogh és a Jankovich családok birtoka, de 1860-ig a Tahy család is birtokos volt itt, majd a 20. század elejétől a Steinbach, a Szunyogh és a Vári Szabó családoknak voltak itt a nagyobb birtokosok. 

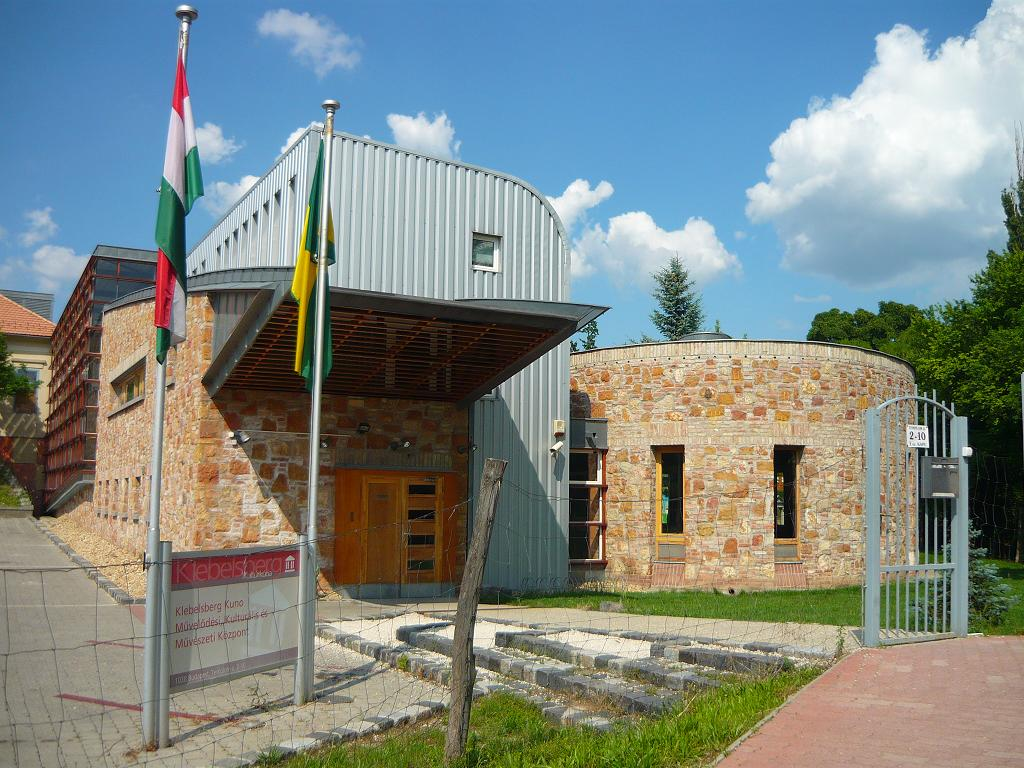
A Klebelsberg Kultúrkúria (művelődési ház)

A római katolikus plébániáját 1736-ban alapították. Ebben az évben épült a plébánia-templom is. A határrendezés 1867-ben és a szőlődézsma-válság 1870-ben történt. 
A településhez a 20. század elején három mészégető-kemence is tartozott. A határban pedig egy 17. századbeli templom romjai ekkor még láthatóak voltak.
Hidegkút északnyugati csücskében helyezkedik el Mária-Remete, nevezetes búcsújáróhely, amely a hegyek között, vadregényes vidéken fekszik. Szentkút és az 1899-ben épült Máriaremetei templom fogadja az erre zarándoklókat.
Ide tartoztak: Malomcsárda, Lusztcsárda, Parschkőbánya, Szunyoghkőbánya, Steinbachkőbánya és Újtelep is. 
A 20. század elején Pest-Pilis-Solt-Kiskun vármegye Pomázi járásához tartozott.
1910-ben 2130 lakosából 440 magyar, 1643 német, 27 szlovák nemzetiségű, ebből 2063 római katolikus, 43 református volt.
Kitelepítés/a lakosság erőszakos kiüzetése nem volt? Bizonyára szóra sem érdemes.
Pesthidegkút 1950 óta Budapest II. kerületének része. A 20. század második felében alkalmanként II/A kerületként hivatkoztak rá informálisan, de néha hivatalosan is, megkülönböztetve ezzel a kerületnek a kibővítés előtt is Budapesthez illetve Budához tartozó részeitől.
2008-ban újjáalakult a település önkéntes tűzoltó egyesülete Készenléti Szolgálatok Pesthidegkúti Egyesülete néven.

## Részei

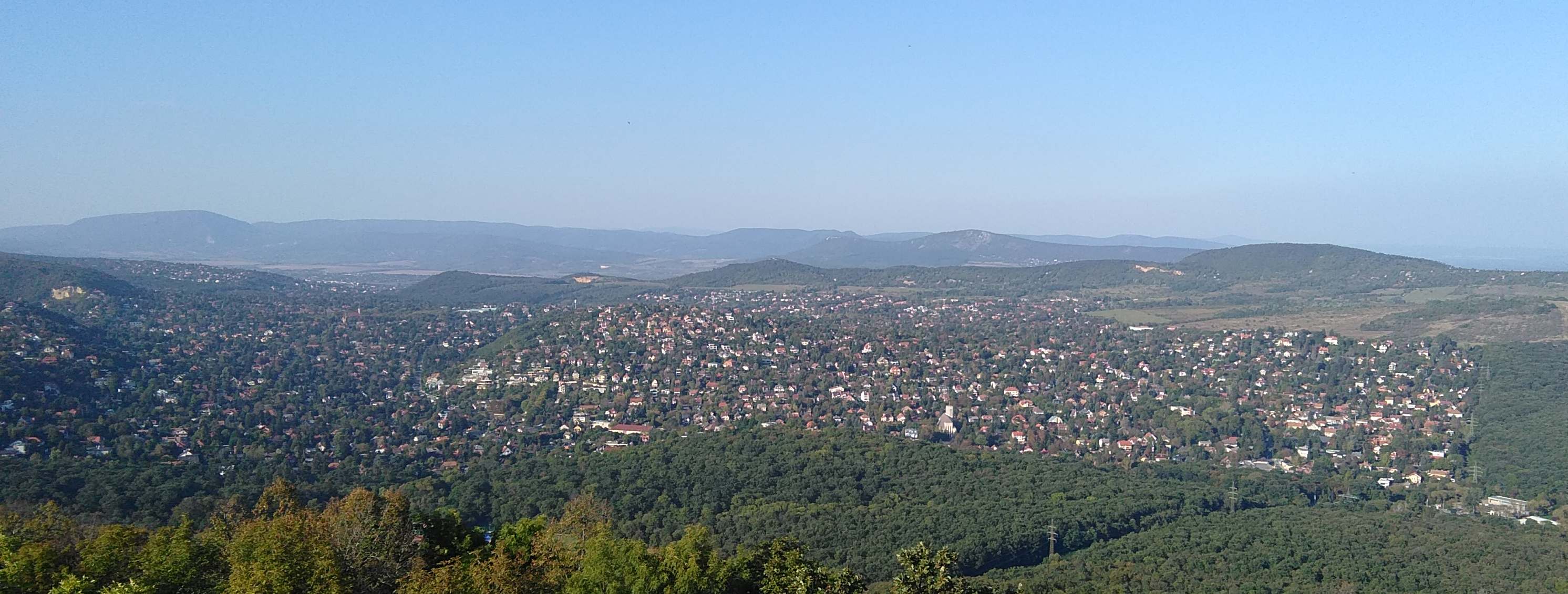
Pesthidegkút a Nagy-Hárs-hegy tetején álló Kaán Károly-kilátóból

A Pesthidegkúti-medencében elhelyezkedő egykori község területén ma Budapest tíz városrésze található: Budaliget, Erzsébetliget, Erzsébettelek, Gercse, Hársakalja, Kővár, Máriaremete, Pesthidegkút-Ófalu, Remetekertváros és Széphalom. Az ősi településmag az Ófalu területén található, Gercse szintén középkori eredetű település volt, mely azonban elpusztult és pusztaként lett Hidegkút része. Kővár területe döntő részt erdő, a többi városrész pedig a 20. század során épült be, jellegzetes elővárosi településsé téve Pesthidegkutat.

## Látnivalók

### Egyházi emlékek
- Ófalui templom: középkori alapokra épült, az 1730-as években, átadása 1736-ban történt, ugyanakkor lett független a község egyházjogilag Solymártól; egyes leletek arra utalnak, hogy a területen már a római korban is volt élet. A templom külső kialakítása inkább a román stílust idézi, belső jellege barokk, főoltárát és szószékét 1760-ban állították.
- Kegyoszlop az ófalui templom előtt: 1749-ben állították, a helyi hagyomány szerint az első mariazelli zarándoklatok egyikének emlékére.
- Máriaremetei bazilika: egy csodatévő szentkép tiszteletére emelt kápolna helyén létesült, 1898–99-ben, Hauszmann Alajos tervei alapján. A templomkertben Krasznai Lajos szobrászművész szobrait helyezték el.

### Egyéb látnivalók
- Klebelsberg-kastély: egyes feljegyzések szerint már a török hódoltság idején itt állt Hidegkút gazdasági központja, a földbirtokos udvarháza. Klebelsberg Kunó az 1920-as években vásárolta meg a telket, kastéllyá varázsolva a régi épületegyüttest. A második világháború után az épületegyüttes állaga nagyon leromlott. 2014 és 2017 között a Magyar Állam felújította, visszaállította az eredeti formáját. Jelenleg szálloda, rendezvényközpont és Klebelsberg emlékházként üzemel. Kultúrtörténetileg Magyarországon az 5 legfontosabb épületegyüttes között tartják számon.
- Forgách-kúria (Váry köz): valószínűleg az 1830-as években épült, kiemelkedően szép, klasszicista stílusú épületként. Számos alkalommal cserélt gazdát, állapota 1945 óta leromlott, de újjáépítették és ma modern épületekkel kiegészítve, a Klebelsberg Kultúrkúriának ad helyet.[2]
- Váry–Szabó kúria (Váry köz 1.): valószínűleg 1830-ban épült, klasszicista stílusú, középrizalitos, többlépcsős feljáróval ellátott épület; eredetileg vadasi és jeszenicei Jankovich Miklós birtoka volt, aki az alapításkor rendkívül nagy mennyiségű értékes adománnyal segítette a Magyar Nemzeti Múzeum indulását. Évtizedek óta műemléki védettség alatt áll, de ez nemigen látszik meg rajta.
- Steinbach-villa (Nóra u.): a házat a 19. és 20. század fordulóján építtette a hidegkúti Steinbach család, az akkori építési színvonalhoz mérten rendkívül korszerű műszaki megoldásokkal (légfűtés, vízvezeték, fürdőszoba, telefon). A Steinbach család után a Lázár-család vette birtokba az épületet; az államosítás után 5 lakást alakítottak ki az épületben.

## Ismert emberek, akik itt éltek vagy élnek
- Csák Ibolya – a hidegkúti sportolók legkiemelkedőbb alakja volt, itteni versenyzőként lett az első magyar olimpiai bajnoknő.
- Rotter Lajos – az 1936-os berlini repülőverseny győztese, aki saját tervezésű vitorlázó repülőgépével világrekordot is felállított.
- Klebelsberg Kuno – a vallás- és közoktatásügyi miniszternek az 1920-as évek elejétől volt rezidenciája Pesthidegkúton.